# بني خلف (بلنسية)
بني خلف مكانًا في بلدية ابن عبديس في بلنسية في إسبانيا. كانت بلدية مستقلة حتى 14 أبريل/نيسات عام 1856 عندما ضُمت إلى ابن عبديس.  أما في الوقت الحالي هي مهجورة تمامًا ولم يبق منها سوى كنيسة سانتياغو.